# Académie américaine de pédiatrie
L'Académie américaine de pédiatrie (AAP) est une association professionnelle américaine regroupant des professionnels de la pédiatrie, dont le siège est à Elk Grove Village, dans l'Illinois. Son bureau ministériel des affaires fédérales est à Washington

## Historique
L’American Academy of Pediactrics (AAP) est fondé en 1930 par trente-cinq pédiatres dans le but d’améliorer la santé physique, mentale et sociale des nourrissons, enfants, adolescents et jeunes adultes. Elle compte en 2021 environ 67 000 membres.

## Activités

### Contrôle des armes à feux
L’AAP se distingue comme l’une des associations de médecin le plus en faveur d’un contrôle strict des armes à feu aux États-Unis. Publiée pour la première fois en 1992, sa déclaration de principes sur les armes à feu fait le constat qu’un jeune Américain de moins de quinze ans a dix fois plus de risques d’être tué par une arme à feu qu’un jeune vivant dans un autre pays industrialisé et que, par conséquent, un environnement sûr pour les enfants est un environnement sans armes à feu. La déclaration de principe a été mise à jour en 2000 et 2012, ainsi que réaffirmée en 2004 et 2016, mais conserve sa ligne directrice d’origine.
En accord avec ses principes, l’AAP apporte son soutien à une législation contrôlant plus strictement les armes de feu, quelle que soit leur nature, ainsi que les armes à air comprimé de forte puissance, et s’oppose à celle libéralisant leur diffusion. Par ailleurs, elle s’exprime régulièrement sur le problème de la violence dans les médias et à la télévision. Elle produit également pour les pédiatres de nombreux supports et publications axés sur la prévention de la violence en général, et celle par arme à feu en particulier, comme le Firearm Injury Prevention Resource Guide ou le Steps to Prevent (STOP) Firearm Injury Kit.